# StarDict
StarDict is een meertalig vrije software desktop woordenboek. Het is een grafische schil voor StarDict woordenboek bestanden. Deze StarDict bestanden zijn onder andere geconverteerd van DICT bestanden. Het loopt onder Linux, Microsoft Windows, FreeBSD, en Solaris en is gelanceerd onder een GPL-3.0+ -licentie.
Het programma zelf bevat geen woordenboeken; deze bestanden moeten afzonderlijk geïnstalleerd worden. De gebruiker kan kiezen welke woordenboeken gebruikt moeten worden. 
Het programma is tegenwoordig ook in het Nederlands beschikbaar.
Als StarDict actief is en in de "scan mode" staat, zullen geselecteerde woorden vertaald worden die worden weergegeven in een context menu. Op deze manier is het heel gemakkelijk om een vertaling te doen.
Er zijn tegenwoordig diverse 'zelf' samengestelde woordenboeken actief. Hieronder valt bijvoorbeeld het postcodeboek, Nederlands → Limburgs, enz.